# Jon Brower Minnoch
Jon Brower Minnoch (jesse)(Bainbridge Island, 29 september 1941 – Seattle, 10 september 1983) was een Amerikaanse man, die, toen hij zijn hoogste gewicht van 635 kilogram had bereikt, de zwaarste man was die ooit geleefd heeft. Hij was tevens de op een na zwaarste (Carol Yager is de zwaarste mens ooit) mens die ooit heeft geleefd. Het cijfer 635 was slechts een ruwe schatting, omdat zijn extreme grootte, slechte gezondheid en zijn gebrek aan mobiliteit verhinderde om een weegschaal te gebruiken. Zelfs een speciale weegschaal kon niet worden gebruikt, omdat hij simpelweg niet verplaatst mocht worden. Dat zou te veel risico met zich meebrengen.

## Vroegere leven
Toen Jon Brower Minnoch 12 jaar was, woog hij al 132 kilogram. Op een leeftijd van 22 jaar, was hij 1,85 meter lang en woog hij 178 kilogram.

## Ziekenhuisopnames
Minnochs gewicht bleef gestaag toenemen tot zijn eerst ziekenhuisopname in maart 1978, op een leeftijd van 37 jaar. Hij werd opgenomen, omdat hij hart- en ademhalingsproblemen had. In datzelfde jaar brak hij een record voor het grootste verschil in gewicht tussen leden van een getrouwd stel, toen hij zijn vrouw Jeannette, van 56 kilogram trouwde. Later werd hij vader van twee kinderen. Minnoch werd gediagnosticeerd met massief gegeneraliseerd oedeem, een aandoening waarbij er zich in het lichaam overtollige extracellulaire vloeistof ophoopt. Bij zijn opname in het ziekenhuis werd geschat door de endocrinoloog dr. Robert Schwartz, dat meer dan 408 kilogram van zijn totale lichaamsgewicht uit extracellulair vocht bestond.
Vervoer voor Minnoch was uiterst moeilijk. Het kostte meer dan een dozijn brandweerlieden en hulpverleners, een speciaal aangepaste stretcher en een boot de grootste moeite om hem te vervoeren naar de Universitair Medisch Centrum van Washington in Seattle. Daar werd hij geplaatst op twee bedden die tegen elkaar werden geschoven. Er waren dertien mensen nodig om hem gewoon om te rollen voor de verschoning van het beddengoed.

## Zijn dood
Hij werd na zestien maanden ontslagen uit het ziekenhuis met een streng dieet van 1.200 calorieën per dag. Hij woog toen 215 kilogram, na het verlies van ongeveer 419 kilogram; het grootste gewichtsverlies door een mens ooit vastgesteld. Toch werd hij, iets meer dan een jaar later in oktober 1981, weer toegelaten nadat zijn gewicht was toegenomen tot 432 kilogram. In verband met zijn onderliggende oedeemtoestand, die ongeneeslijk is en moeilijk te behandelen, werd besloten de behandeling te staken. Hij stierf 23 maanden later op 10 september 1983, op 41-jarige leeftijd. Op het moment van zijn dood woog hij 362 kilogram en had een BMI van 105,3.